# Contrada (Italie)
Pour les articles homonymes, voir Contrada.
Contrada est une commune de la province d'Avellino dans la région Campanie en Italie.

## Administration
| Période                                  | Période  | Identité           | Étiquette       | Qualité |
| ---------------------------------------- | -------- | ------------------ | --------------- | ------- |
| 14 juin 2004                             | En cours | Antonio Iannaccone | Centro-Sinistra |         |
| Les données manquantes sont à compléter. |          |                    |                 |         |

### Communes limitrophes
Aiello del Sabato, Avellino, Forino, Monteforte Irpino, Montoro, Solofra